# Fulica gigantea
Fulica gigantea là một loài chim trong họ Rallidae.

## Hình ảnh

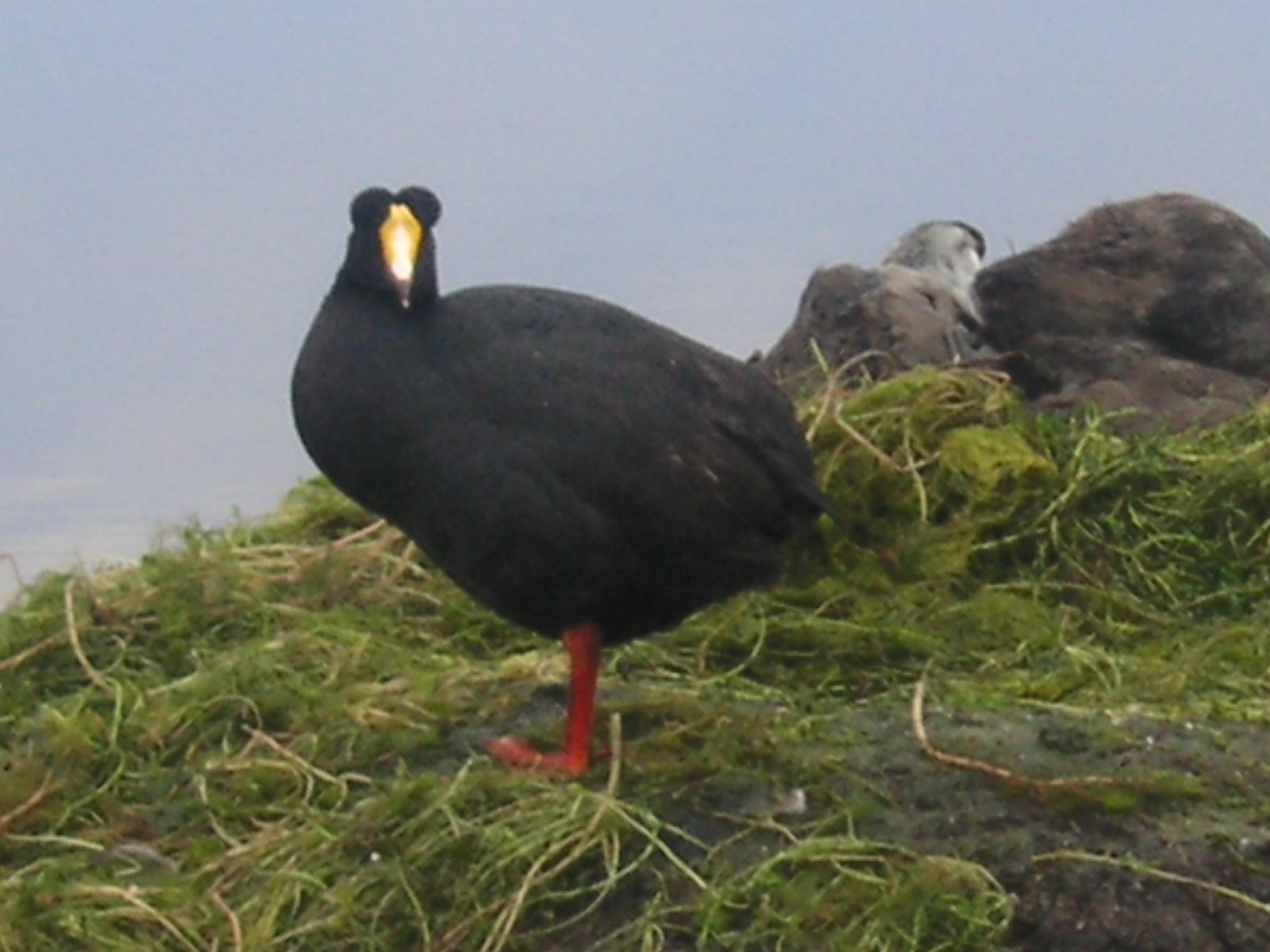
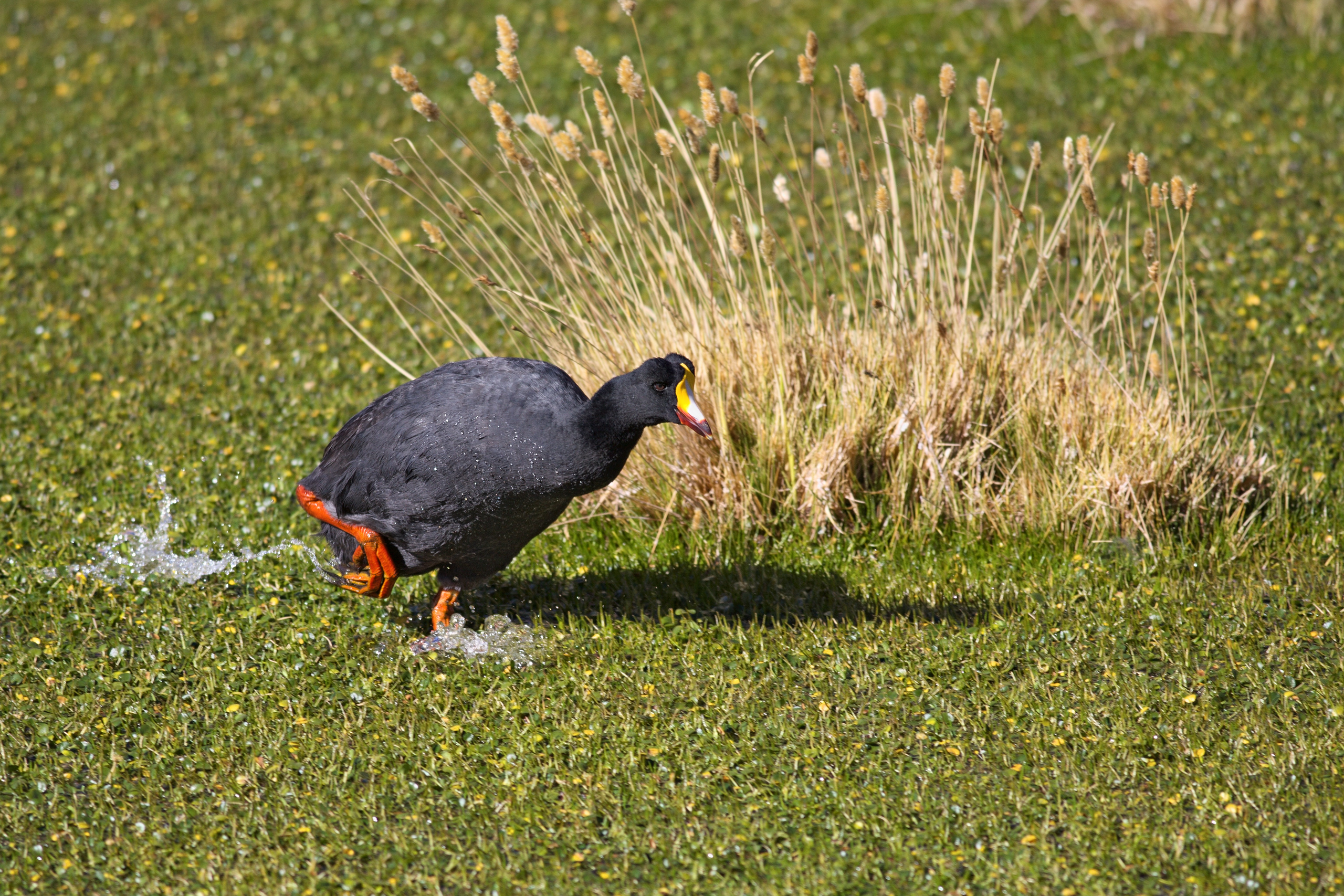
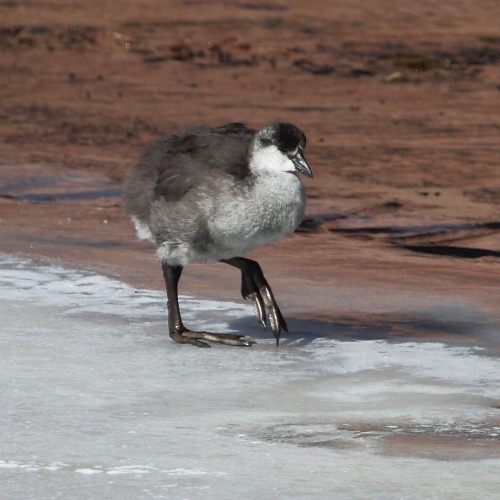
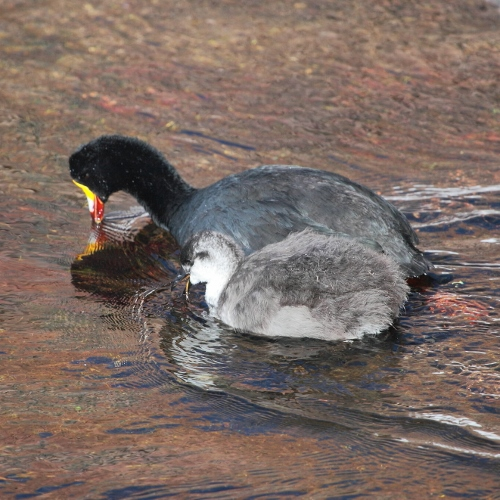